# Julius von Werther
Julius von Werther (* 20. Mai 1838 in Roßla; † 23. Juli 1910 in Pertisau) war ein deutscher Theater-Schauspieler, Regisseur und Geheimer Hofrat.
Er war ein Sohn von Karl von Werther.
In Berlin besuchte er das Gymnasium, studierte Montanwesen und wurde 1862 in Geognostie promoviert.

## Leben
Heinrich Laube und der Schauspieler Heinrich Anschütz veranlassten ihn, sich der Bühne zu widmen und er nahm Schauspielunterricht in Wien. Bis Ende 1867 wirkte er als Schauspieler wie auch später als Regisseur unter Franz von Dingelstedts Leitung in Weimar.
In dieser Zeit veröffentlichte er eine Reihe von Aufsätzen in der Berliner Nationalzeitung, welche von 1871 bis 1873 seine Berufung als artistischer Direktor des Hof- und Nationaltheater Mannheim bewirkten.
1875 entsprach seine künstlerische Richtung nicht mehr dem Geschmack des Großherzogs, er wurde pensioniert und lebte als Privatmann in München, wurde aber im Herbst 1877 abermals als artistischer Direktor nach Mannheim berufen, in welcher Stellung er bis 1884 verblieb.
Seine Theaterdirektion zeichnete sich durch vollständige Pflege der Klassizität aus und wurde er infolgedessen 1878 an das Hoftheater in Darmstadt als Direktor mit dem Charakter eines Hofrates berufen.
Von November 1884 bis 1890 war er Generalintendant des Stuttgarter Hoftheaters als Nachfolger von Feodor von Wehl, wurde hier 1885 zum Geheimen Hofrat ernannt und 1886 durch Verleihung des Ordens der Württembergischen Krone mit dem persönlichen Adel geziert.
Ab 1890 hatte er seinen ständigen Wohnsitz in München, wo er ein Gegner der Moderne wurde und Molière bearbeitete.

## Werke
- Die gelehrten Frauen, Lustspiel, nach Les Femmes savantes von Molière bearbeitet, 1870
- Mazarin, Drama, 1871
- Pombal, Schauspiel, 1871, über den Marquês de Pombal
- Das Grabdenkmal, Schauspiel, 1873[1]
- Die Medici, Tragödie, 1874
- Der Fürst von Isola bella, Schauspiel in vier Aufzügen, 1876
- Der Kriegsplan, historisches Schauspiel, 1876
- Enttäuschungen, Schauspiel in 4 Akten, 1880
- Weite Gewissen, Drama, 1880 Leipzig. Literatur, Schauspiel, 1879
- Cornelia, Schauspiel, 1886
- Der Misanthrop, Komödie von Molière, für die deutsche Bühne bearbeitet, 1887
- Eine anständige Frau, Roman, 1896
- Ein Hohenzoller in Italien, Roman, 1898
- Erinnerungen und Erfahrungen eines alten Hoftheaterintendanten herausgegeben von seinem Sohn, 1911[2][3]